# Tordómar
Tordómar is een gemeente in de Spaanse provincie Burgos en in de regio Castilië en León. Tordómar heeft een oppervlakte van 30 km² en heeft 349 inwoners (1 januari 2016).

## Burgemeester
De burgemeester van Tordómar is Inmaculada Sierra Vecilla.

## Demografische ontwikkeling

### Volkstellingen
Bron: INE, 1857-2011: volkstellingen

### Jaarlijkse cijfers
| Inwoners | Jaar |
| -------- | ---- |
| 395      | 2001 |
| 384      | 2002 |
| 364      | 2003 |
| 351      | 2004 |
| 340      | 2005 |
| 365      | 2006 |
| 374      | 2007 |
| 377      | 2008 |
| 371      | 2009 |
| 380      | 2010 |
| 373      | 2011 |
| 358      | 2012 |
| 351      | 2013 |
| 353      | 2014 |

## Galerij

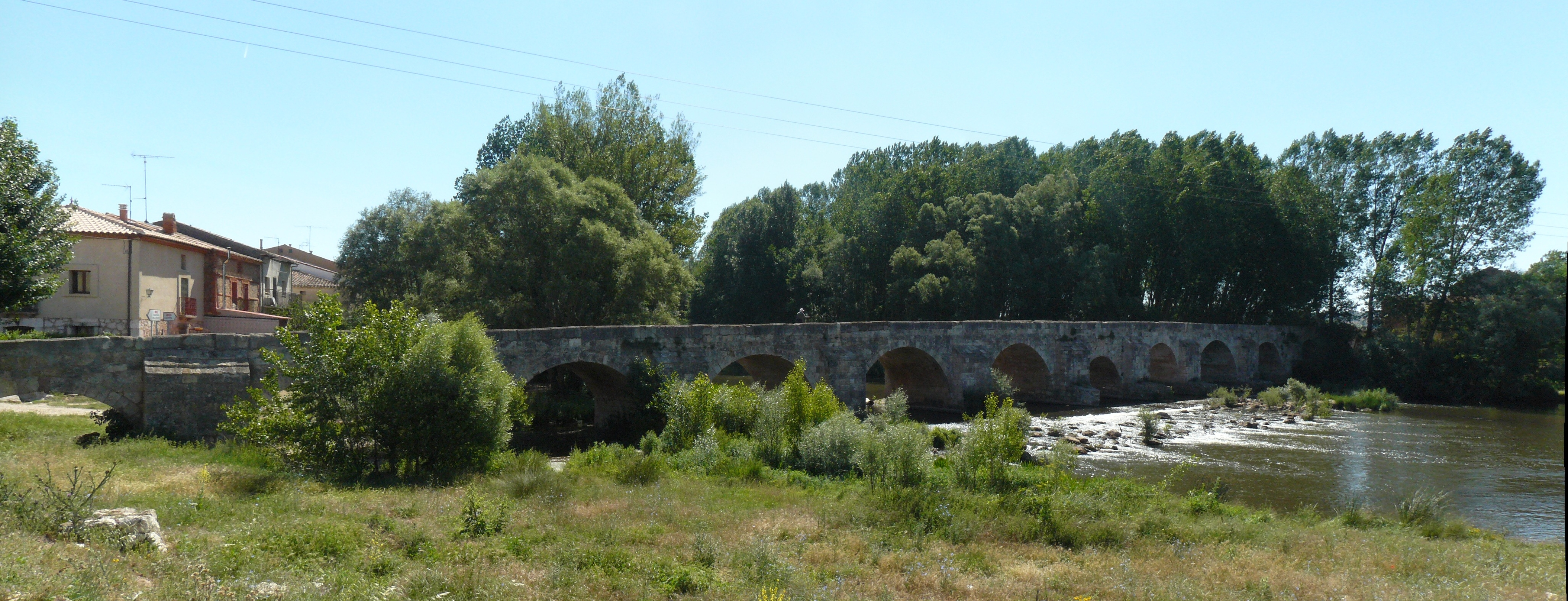
Brug over een rivier in Tordómar
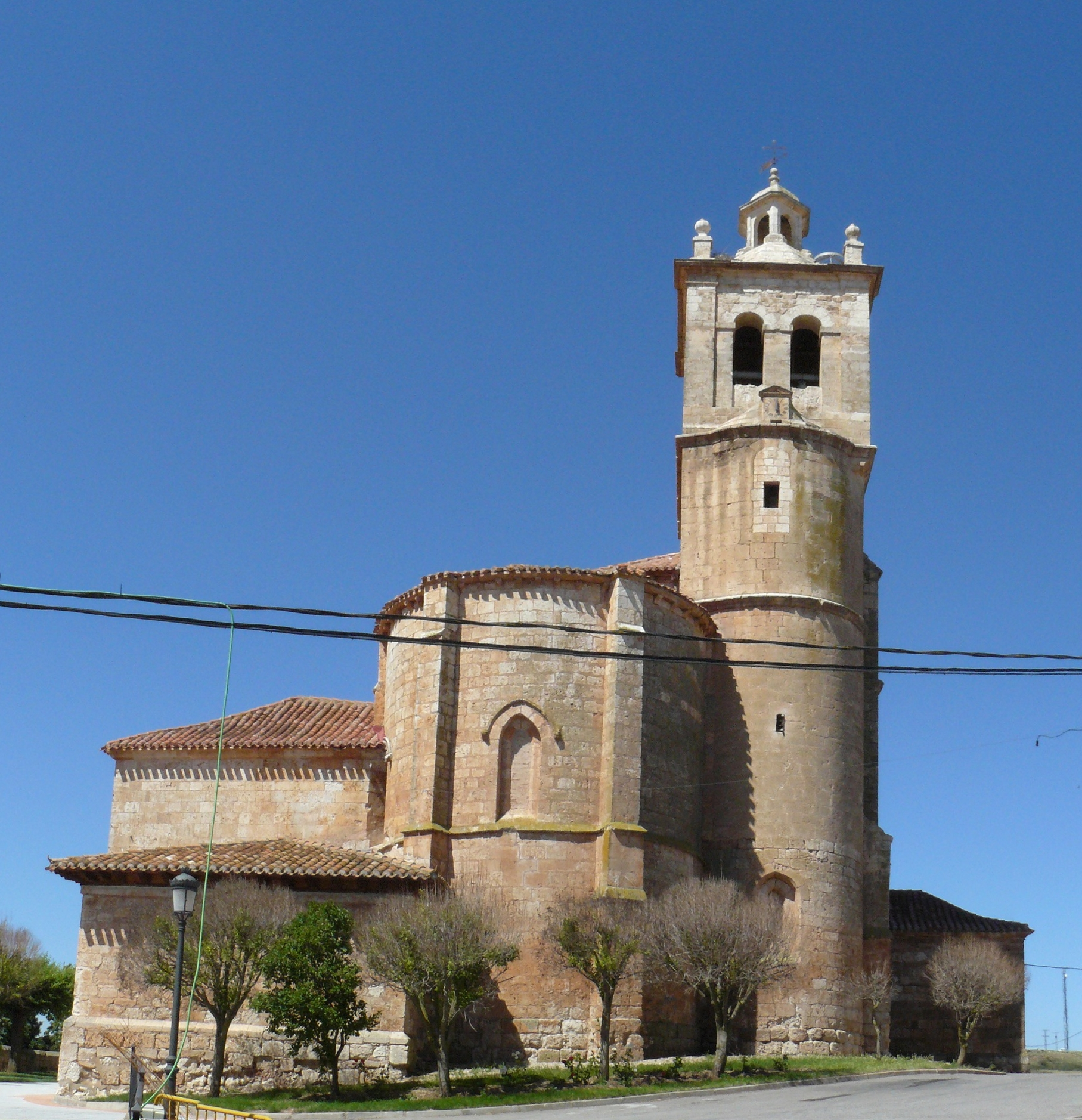
Kerk van Tordómar
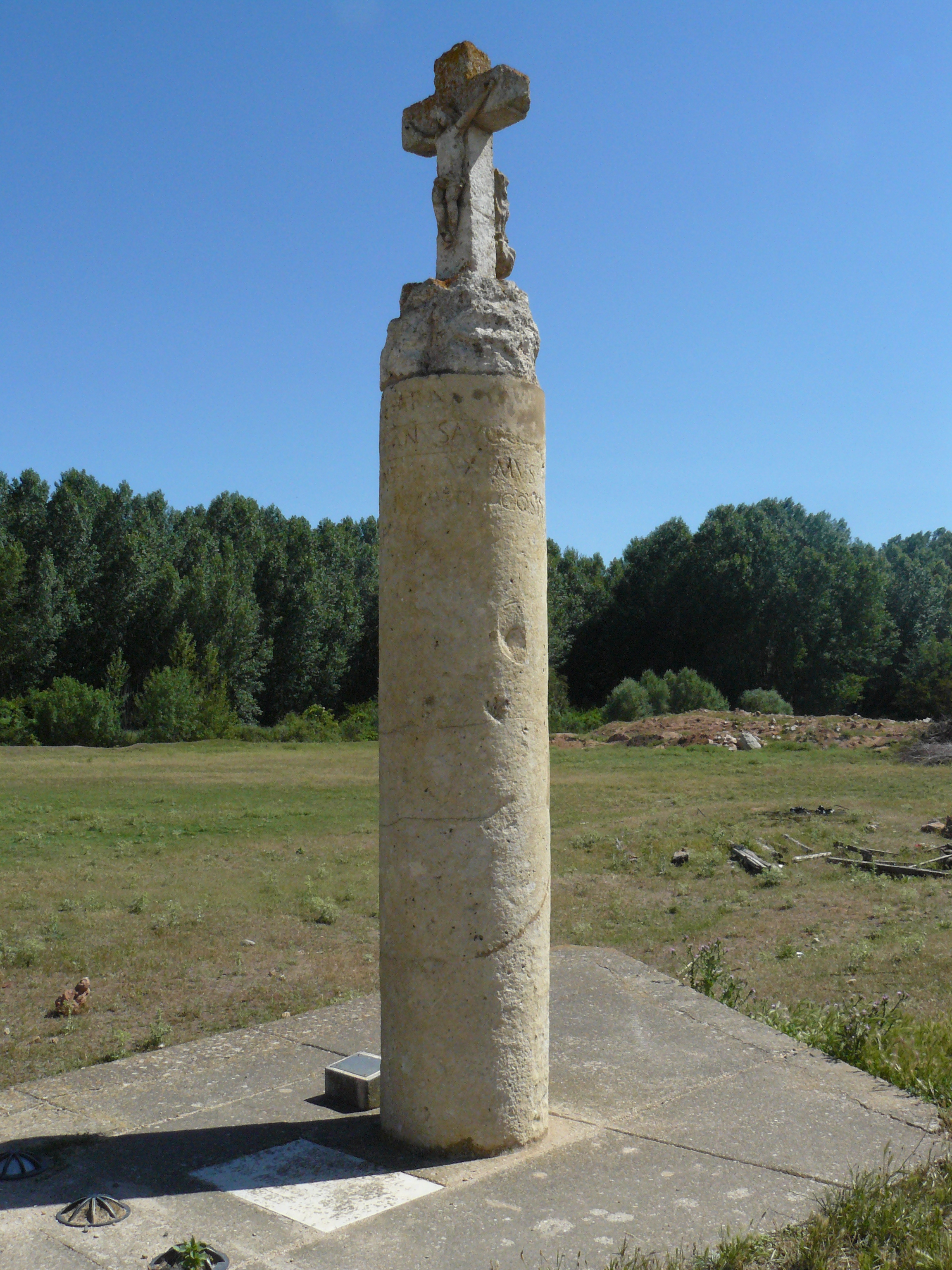